# Polygrammodes nigropunctalis
Polygrammodes nigropunctalis là một loài bướm đêm trong họ Crambidae.